# Ruth Ayaß
Ruth Ayaß (* 1964 in Karlsruhe) ist eine deutsche Soziologin. Sie hat an der Fakultät für Soziologie der Universität Bielefeld eine Professur für Qualitative Methoden inne.

## Biografie
Nach dem Abitur in Karlsruhe studierte Ayaß Linguistik und Soziologie an der Universität Konstanz. Sie wurde 1996 an der Universität Gießen mit einer mediensoziologischen Fallstudie über die Sendereihe Das Wort zum Sonntag promoviert. Von 1991 bis 1998 war sie Mitarbeiterin und Lehrbeauftragte, ab 1999 Assistentin am Institut für Soziologie in Gießen. Von 2001 bis 2004 folgte eine Tätigkeit als Assistentin an der Fakultät für Soziologie in Bielefeld mit Habilitation 2004 über Mediale Gattungen und die kommunikative Aneignung von Massenmedien. Sie folgte 2004 einem Ruf als Professorin in Klagenfurt (Österreich). Seit 2016 ist sie Professorin für Soziologie in Bielefeld für Methoden der empirischen Sozialforschung mit dem Schwerpunkt qualitative Methoden.

## Veröffentlichungen (Auswahl)
- „Das Wort zum Sonntag“. Fallstudie einer kirchlichen Sendereihe. Stuttgart / Berlin / Köln 1997, ISBN 978-3-17-014878-9.
- Kommunikation und Geschlecht. Eine Einführung. Stuttgart 2005, ISBN 978-3-17-016472-7.
- zusammen mit Jörg Bergmann (Hrsg.): Qualitative Methoden der Medienforschung. Reinbek bei Hamburg 2006, ISBN 978-3-499-55665-4. verlag-gespraechsforschung.de
- zusammen mit Christian Meyer (Hrsg.): Sozialität in Slow Motion. Theoretische und empirische Perspektiven. Festschrift für Jörg Bergmann. Wiesbaden 2012, ISBN 978-3-531-18346-6.
- zusammen mit Cornelia Gerhardt (Hrsg.): The appropriation of media in everyday life. Amsterdam 2012, doi:10.1075/pbns.224.
- Media structures of the life-world. In: Michael Staudigl, George Berguno (Hrsg.): Schutzian phenomenology and hermeneutic traditions. Springer, Dordrecht 2014, S. 93–110.
- Using media as involvement shields. In: Journal of Pragmatics. Band 72, 2014, S. 5–17, doi:10.1016/j.pragma.2014.02.003.
- Life-world, sub-worlds, afterworlds. The various ‘realnesses’ of multiple realities. In: Human Studies. 2017, 40, S. 519–542, doi:10.1007/s10746-016-9380-x.
- zusammen mit Jörg Strübing, Stefan Hirschauer, Uwe Krähnke und Thomas Scheffer, Gütekriterien qualitativer Sozialforschung. Ein Diskussionsanstoß. In: Zeitschrift für Soziologie. Band 47, Heft 2, 2018, S. 83–100, doi:10.1515/zfsoz-2018-1006.
- Doing Waiting. An Ethnomethodological Analysis. In: Journal of Contemporary Ethnography. Band 49, Nr. 4, 2020, S. 419–445, doi:10.1177/0891241619897413.
- Photographs of Disasters. An Ethnomethodological Approach. In: Visual Studies. Band 35, Nr. 2–3, 2020, S. 167–192, doi:10.1080/1472586X.2020.1775494.